# Театр Торикоса
Театр Торикоса (греч. Αρχαίο Θέατρο Θορικού) — древнегреческий театр в демосе Торикос в Аттике, Греция. Является одним из старейших греческих театров, построенный в конце архаической эпохи примерно в 525—480 годах до нашей эры.
Обнаружен при раскопках Американской школы классических исследований в Афинах в 1886 году. Руины театра расположены на южном склоне холма, известного сегодня как Велатоури. Театр необычен по своей конструкции, потому что имеет эллиптическую форму, а не типичную полукруглую планировку, и прямоугольный, а не круглый оркестр, как у большинства греческих театров. Уникальная форма театра объясняется тем, что его строительства было завершено до формирования признаков греческого театра классической эпохи. Театральная трибуна, вытянутая посередине и закругленная с обоих концов, составляет 55 метров в ширину.